# Port Vila
Port Vila je glavno mesto Vanuatuja in s 44.039 prebivalci (po popisu leta 2009) največje mesto v tej državi na zahodu Tihega oceana. Stoji ob južni obali otoka Efate približno v sredini otoške verige Vanuatuja in predstavlja poslovno središče države, kjer se nahaja glavno pristanišče. V mestni ekonomiji ima ključen pomen vloga Vanuatuja kot davčne oaze, zato se tu nahajajo predstavništva mnogih mednarodnih podjetij.
Pomembna gospodarska panoga je še turizem, poleg tega pa je v mestu nekaj predelovalnih obratov hrane. Tu ima enega od svojih kampusov Univerza Južnega Pacifika.

## Zgodovina
Otočje so izvorno naselili Melanezijci. Leta 1606 ga je odkrila portugalska odprava, tekom stoletij pa so ekonomsko pobudo v tem delu Oceanije prevzeli Britanci. To se je pričelo spreminjati v drugi polovici 19. stoletja, ko so začeli Francozi aktivneje izkoriščati ozemlje. Francoz Ferdinand Chevillard je pričel odkupovati in obdelovati zemljo v okolici vasi, da bi ustvaril največjo plantažo na otoku. Iz njegove posesti je nastala občina Franceville, ki je leta 1889 razglasila samostojnost, kar pa je Francija že naslednje leto razveljavila.
Po tistem so se Francozi in Britanci dogovorili, da bo otočje nevtralno, brez izključne jurisdikcije ene ali druge velesile. Mesto je bilo tako v začetku 20. stoletja prestolnica ozemlja Novi Hebridi, kot se je takrat imenovalo otočje, pod skupno francosko-britansko upravo (kondominij).

### Druga svetovna vojna
Na začetku vojne se je tu nahajala le majhna postojanka avstralske vojske, leta 1942 pa je ameriška mornarica izbrala kraj za lokacijo pomorskega oporišča. Marca so prispeli pripadniki 4. obrambnega bataljona in 24. pehotnega polka z gradbenimi enotami, ki so nedaleč od Port Vile zgradile Bauerjevo zračno oporišče (poimenovano po podpolkovniku Haroldu W. Bauerju), zdaj mednarodno letališče Bauerfield, razne oskrbovalne objekte in ceste do drugih delov otoka. Prav s tega letališča so poleteli patruljni bombniki na prvi napad v sklopu ofenzive na Guadalcanal proti japonskim silam. Do začetka leta 1944 se je bojišče pomaknilo dlje proti severu, tako da je imelo oporišče odtlej le še pomožno vlogo, do leta 1946, ko so ga zaprli.
Leta 1978 je bila francosko-britanska uprava ukinjena in Port Vila je leta 1980 postala prestolnica novoustanovljene republike Vanuatu.

## Geografija
Mesto stoji ob vzhodni obali velikega zaliva Mele, ki sam po sebi zaradi odprtosti ne predstavlja dobre zaščite, mnogo ugodnejši pa je njegov odrastek, zaliv Vila ob mestu, ki je eno najboljših naravnih pristanišč na vsem otočju.
Vanuatu drži nehvaležno vodilno mesto med vsemi državami sveta po izpostavljenosti naravnim katastrofam, saj leži na sredi poti pacifiških tropskih ciklonov, izpostavljen pa je tudi cunamijem, potresom in poplavam v tej seizmično aktivni regiji. Zaradi tega si je Port Vila prislužila vzdevek »svetovna prestolnica katastrof«. Zadnji hujši ciklon, tropski ciklon Pam, je otočje prizadel marca 2015, nedolgo pred tem, leta 2002 pa tudi močnejši potres.

### Podnebje
Območje ima tropsko deževno podnebje z izraženima sušnim in deževnim obdobjem leta.
| Podnebni podatki za Port Vila, Vanuatu (Mednarodno letališče Bauerfield) | Podnebni podatki za Port Vila, Vanuatu (Mednarodno letališče Bauerfield) | Podnebni podatki za Port Vila, Vanuatu (Mednarodno letališče Bauerfield) | Podnebni podatki za Port Vila, Vanuatu (Mednarodno letališče Bauerfield) | Podnebni podatki za Port Vila, Vanuatu (Mednarodno letališče Bauerfield) | Podnebni podatki za Port Vila, Vanuatu (Mednarodno letališče Bauerfield) | Podnebni podatki za Port Vila, Vanuatu (Mednarodno letališče Bauerfield) | Podnebni podatki za Port Vila, Vanuatu (Mednarodno letališče Bauerfield) | Podnebni podatki za Port Vila, Vanuatu (Mednarodno letališče Bauerfield) | Podnebni podatki za Port Vila, Vanuatu (Mednarodno letališče Bauerfield) | Podnebni podatki za Port Vila, Vanuatu (Mednarodno letališče Bauerfield) | Podnebni podatki za Port Vila, Vanuatu (Mednarodno letališče Bauerfield) | Podnebni podatki za Port Vila, Vanuatu (Mednarodno letališče Bauerfield) | Podnebni podatki za Port Vila, Vanuatu (Mednarodno letališče Bauerfield) |
| Mesec                                                                    | Jan                                                                      | Feb                                                                      | Mar                                                                      | Apr                                                                      | Maj                                                                      | Jun                                                                      | Jul                                                                      | Avg                                                                      | Sep                                                                      | Okt                                                                      | Nov                                                                      | Dec                                                                      | Letno                                                                    |
| ------------------------------------------------------------------------ | ------------------------------------------------------------------------ | ------------------------------------------------------------------------ | ------------------------------------------------------------------------ | ------------------------------------------------------------------------ | ------------------------------------------------------------------------ | ------------------------------------------------------------------------ | ------------------------------------------------------------------------ | ------------------------------------------------------------------------ | ------------------------------------------------------------------------ | ------------------------------------------------------------------------ | ------------------------------------------------------------------------ | ------------------------------------------------------------------------ | ------------------------------------------------------------------------ |
| Rekordno visoka temperatura °C                                           | 35.0                                                                     | 33.9                                                                     | 33.5                                                                     | 32.5                                                                     | 31.1                                                                     | 32.0                                                                     | 34.3                                                                     | 32.0                                                                     | 31.5                                                                     | 31.2                                                                     | 33.0                                                                     | 35.6                                                                     | 35.6                                                                     |
| Povprečna visoka temperatura °C                                          | 31.3                                                                     | 31.2                                                                     | 30.8                                                                     | 29.9                                                                     | 28.8                                                                     | 27.4                                                                     | 26.4                                                                     | 27.0                                                                     | 27.7                                                                     | 28.5                                                                     | 29.2                                                                     | 30.7                                                                     | 29.1                                                                     |
| Povprečna dnevna temperatura °C                                          | 26.4                                                                     | 26.5                                                                     | 26.3                                                                     | 25.3                                                                     | 24.1                                                                     | 23.0                                                                     | 22.1                                                                     | 22.0                                                                     | 22.7                                                                     | 23.4                                                                     | 24.6                                                                     | 25.7                                                                     | 24.3                                                                     |
| Povprečna nizka temperatura °C                                           | 22.5                                                                     | 23.0                                                                     | 22.6                                                                     | 22.0                                                                     | 20.2                                                                     | 19.8                                                                     | 18.2                                                                     | 18.0                                                                     | 18.4                                                                     | 19.6                                                                     | 20.7                                                                     | 21.7                                                                     | 20.5                                                                     |
| Rekordno nizka temperatura °C                                            | 15.8                                                                     | 15.0                                                                     | 16.3                                                                     | 14.5                                                                     | 13.4                                                                     | 10.0                                                                     | 8.5                                                                      | 10.0                                                                     | 9.9                                                                      | 11.0                                                                     | 12.6                                                                     | 15.2                                                                     | 8.5                                                                      |
| Povprečna količina padavin mm                                            | 316.1                                                                    | 273.7                                                                    | 320.9                                                                    | 255.2                                                                    | 210.3                                                                    | 180.0                                                                    | 94.4                                                                     | 87.4                                                                     | 87.3                                                                     | 134.1                                                                    | 192.3                                                                    | 187.2                                                                    | 2.338,9                                                                  |
| Povp. št. dni s padavinami (≥ 1.0 mm)                                    | 15.4                                                                     | 16.6                                                                     | 18.5                                                                     | 17.1                                                                     | 12.9                                                                     | 11.3                                                                     | 10.3                                                                     | 9.8                                                                      | 8.1                                                                      | 8.4                                                                      | 12.1                                                                     | 13.2                                                                     | 153.5                                                                    |
| Povprečna relativna vlažnost (%)                                         | 84                                                                       | 85                                                                       | 86                                                                       | 87                                                                       | 85                                                                       | 85                                                                       | 83                                                                       | 82                                                                       | 80                                                                       | 81                                                                       | 82                                                                       | 83                                                                       | 84                                                                       |
| Povp. št. sončnih ur                                                     | 220.1                                                                    | 155.4                                                                    | 198.4                                                                    | 165.0                                                                    | 170.5                                                                    | 162.0                                                                    | 148.8                                                                    | 167.4                                                                    | 174.0                                                                    | 198.4                                                                    | 180.0                                                                    | 195.3                                                                    | 2.135,3                                                                  |
| Povp. št. sončnih ur na dan                                              | 7.1                                                                      | 5.5                                                                      | 6.4                                                                      | 5.5                                                                      | 5.5                                                                      | 5.4                                                                      | 4.8                                                                      | 5.4                                                                      | 5.8                                                                      | 6.4                                                                      | 6.0                                                                      | 6.3                                                                      | 5.8                                                                      |
| Vir: Deutscher Wetterdienst                                              |                                                                          |                                                                          |                                                                          |                                                                          |                                                                          |                                                                          |                                                                          |                                                                          |                                                                          |                                                                          |                                                                          |                                                                          |                                                                          |

## Mednarodne povezave
Port Vila je sestrsko mesto Šanghaja, Ljudska republika Kitajska.